# Appelstippelmot
De appelstippelmot (Yponomeuta malinellus) is een vlinder uit de familie van de stippelmotten (Yponomeutidae). De voorvleugellengte van de vlinder bedraagt zo'n 10 millimeter. De vlinder is uiterst moeilijk, zelfs met microscopisch onderzoek aan de genitaliën, te onderscheiden van de meidoornstippelmot, de kardinaalsmutsstippelmot en wilgenstippelmot. Hij komt verspreid over Europa voor. De soort overwintert als rups.

## Waardplant

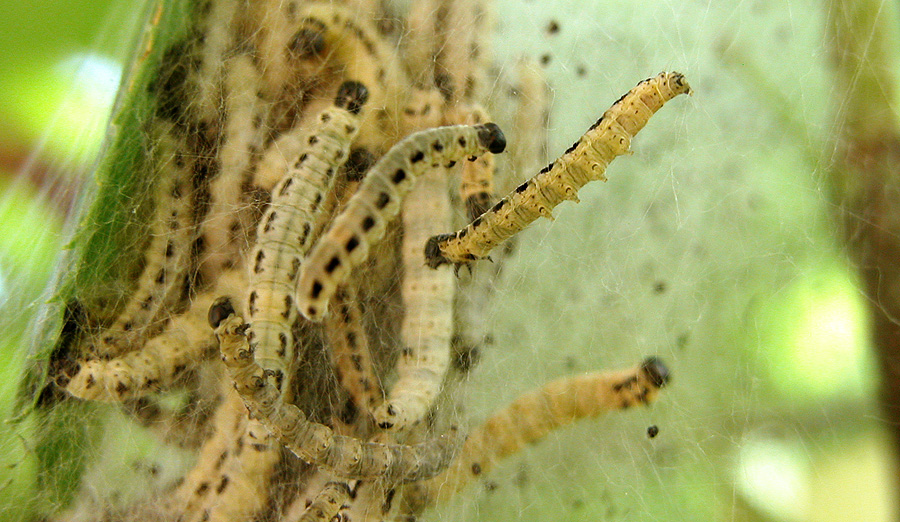
rupsen

De waardplanten van de appelstippelmot zijn appelsoorten. De rupsjes mineren na het overwinteren in het jonge blad; later leven de rupsen als groep in een spinsel.

## Voorkomen in Nederland en België
De appelstippelmot is in Nederland en in België een algemene soort, die verspreid over het hele gebied kan worden gezien. De soort vliegt van juni tot in oktober.